# Dianthidium discors
Dianthidium discors là một loài Hymenoptera trong họ Megachilidae. Loài này được Timberlake mô tả khoa học năm 1948.